# Сельское поселение «Село Дашино»
Сельское поселение «Село Дашино» — муниципальное образование в составе Мосальского района Калужской области России.
Центр — село Дашино.

## Население
| 2010 | 2012 | 2013 | 2014 | 2015 | 2016 | 2017 |
| ---- | ---- | ---- | ---- | ---- | ---- | ---- |
| 285  | ↘274 | ↘258 | ↘251 | ↘242 | ↘240 | ↗249 |
| 2018 | 2019 | 2020 | 2021 |      |      |      |
| ↗273 | ↘263 | ↗276 | ↗379 |      |      |      |

## Состав
В поселение входят 20 населённых мест:
- село Дашино,
- деревня Амшарово,
- деревня Аниконово,
- деревня Зайцево,
- деревня Им. Ленина,
- деревня Казарка,
- деревня Каменка,
- деревня Капорье,
- деревня Кочуково,
- деревня Липовка,
- деревня Лосево,
- деревня Ляды,
- деревня Новые Ляды,
- деревня Мартеновка,
- деревня Новые Ляды,
- деревня Ряполово,
- деревня Степановка,
- деревня Устоша,
- деревня Хирино,
- деревня Шиповка,
- деревня Шубино.